# Silnice II/433
Silnice II/433 je česká silnice II. třídy na střední Moravě, která vede z Prostějova do města Morkovice-Slížany. Je dlouhá 27,2 km. Prochází dvěma okresy ve dvou krajích. Do roku 2012 byla vedena z Morkovic dále přes Litenčice do Střílek (nyní III/43346).

## Vedení silnice

### Olomoucký kraj

#### Okres Prostějov
- Prostějov (křiž. II/150)
- Žešov (křiž. D46, III/0462)
- Výšovice (křiž. III/4332, III/36711, III/4333, III/36717)
- Vřesovice (křiž. III/4334)
- Pivín (křiž. III/36719)
- Němčice nad Hanou (křiž. III/4335)
- Mořice (I/47)
- MÚK s dálnicí D1 (exit 244)
- odbočka Pavlovice u Kojetína (III/43330)
- odbočka Unčice (III/43335)

### Zlínský kraj

#### Okres Kroměříž
- Uhřice (křiž. III/43336)
- Morkovice (křiž. II/428)